# شورای عالی انفورماتیک
شورای عالی انفورماتیک در سال ۱۳۵۹ به منظور سامان‌دهی به امور انفورماتیک کشور تأسیس شد. این شورا زیر مجموعه سازمان برنامه و بودجه می‌باشد. همچنین این شورا مجری آیین‌نامه احراز صلاحیت شرکت‌های انفورماتیکی نیز می‌باشد.
این شورا با تصمیم شورای عالی فضای مجازی در تاریخ ۱۴ فروردین ۱۳۹۵ منحل شد